# Stefan Axberg
Stefan Tage Axberg, född 13 februari 1945 i Eskilstuna Klosters församling i Södermanlands län, är en svensk professor i militärteknik.
Axberg har reservofficersexamen från kustartilleriet. Han tog filosofie doktor-examen vid Stockholms universitet 1981 och erhöll samma år anställning vid Statens geologiska undersökning. Han var adjungerad professor vid Lunds universitet 1992–1995 och affilierad professor vid Kungliga Tekniska högskolan 2006–2012. Sedan 1999 är han professor i militärteknik vid Försvarshögskolan.
Stefan Axberg invaldes 1999 som ledamot av Kungliga Örlogsmannasällskapet och 2001 som ledamot av Kungliga Krigsvetenskapsakademien.